# هاري أندرسون (كيميائي)
هاري أندرسون (بالإنجليزية: Harry Anderson)‏ هو كيميائي بريطاني، ولد في 12 يناير 1964.